# 大内弘家
大内 弘家（おおうち ひろいえ）は、周防国の武士。大内氏の第21代当主。

## 生涯
先代の弘貞の子で、建治2年（1274年）に大和国矢田郷（現在の大和郡山市）で生まれたという。
正安2年（1300年）3月28日に死去。享年27。弘家の跡は子の重弘が継いだ。